# Тетероу (Орегон)
Тетероу (англ. Tetherow) — переписна місцевість (CDP) в США, в окрузі Дешутс штату Орегон. Населення — 811 особа (2020).

## Географія
Тетероу розташований за координатами 44°2′20″ пн. ш. 121°22′0″ зх. д. / 44.03889° пн. ш. 121.36667° зх. д. (44.038918, -121.366705).  За даними Бюро перепису населення США в 2010 році переписна місцевість мала площу 5,46 км², уся площа — суходіл.

## Демографія
Згідно з переписом 2010 року, у переписній місцевості мешкало 45 осіб у 14 домогосподарствах у складі 12 родин. Густота населення становила 8 осіб/км².  Було 18 помешкань (3/км²).
Расовий склад населення:
| - 86,7 % — білих - 4,4 % — осіб інших рас |

До двох чи більше рас належало 8,9 %. Частка іспаномовних становила 2,2 % від усіх жителів.
За віковим діапазоном населення розподілялося таким чином: 37,8 % — особи молодші 18 років, 55,5 % — особи у віці 18—64 років, 6,7 % — особи у віці 65 років та старші. Медіана віку мешканця становила 36,8 року. На 100 осіб жіночої статі у переписній місцевості припадало 125,0 чоловіків;  на 100 жінок у віці від 18 років та старших — 100,0 чоловіків також старших 18 років.
Цивільне працевлаштоване населення становило 15 осіб. Основні галузі зайнятості: науковці, спеціалісти, менеджери — 100,0 %.